# Merophysia procera
Merophysia procera is een keversoort uit de familie zwamkevers (Endomychidae). De wetenschappelijke naam van de soort werd in 1875 gepubliceerd door Edmund Reitter.
Het kevertje wordt 2,32 millimeter groot, en is daarmee de grootste in het geslacht. Hij leeft in gemeenschap met mieren van het geslacht Messor.
De soort komt voor in Israël en Jordanië.